# Wim Kieft
Willem Cornelius Nicolaas „Wim“ Kieft (* 12. November 1962 in Amsterdam) ist ein ehemaliger niederländischer Fußballspieler, der meist als Mittelstürmer eingesetzt wurde.

## Laufbahn
Er spielte bei Ajax Amsterdam, PSV Eindhoven, Pisa Calcio, AC Torino und Girondins Bordeaux.
Er stand zwischen 1981 und 1993 43 Mal im Aufgebot der niederländischen Fußballnationalmannschaft und erzielte 11 Tore. Mit der Elftal wurde er 1988 auch Europameister. Mit einem Kopfball, acht Minuten vor Schluss gegen Irland, sicherte er seiner Mannschaft im letzten Gruppenspiel die Qualifikation für das Halbfinale gegen die deutschen Gastgeber.

## Erfolge
- Niederländischer Meister: 1979/80, 1981/82, 19828/83, 1987/88, 1988/89, 1991/92
- Niederländischer Pokalsieger:  1982/83,  1987/88,  1988/89,  1989/90
- Europapokalsieger der Landesmeister: 1988
- Europameister: 1988
- Mitropapokalsieger: 1985/86
- Torschützenkönig der Eredivisie: 1981/82, 1987/88
- Goldener Schuh: 1982